# Banda de Alcatraz

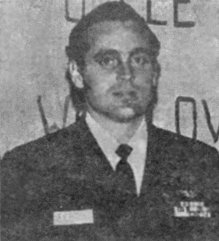
George Thomas Coker poco después de su liberación de los campos de prisioneros, en marzo de 1973.

La «banda de Alcatraz» fue un grupo de once prisioneros de guerra estadounidenses retenidos por separado durante la guerra de Vietnam por su particular resistencia a sus captores de Vietnam del Norte. Estos once prisioneros de guerra fueron: George Thomas Coker, Jeremiah Denton, Harry Jenkins, Sam Johnson, George McKnight, James Mulligan, Howard Rutledge, Robert Shumaker, James Stockdale, Ronald Storz y Nels Tanner.

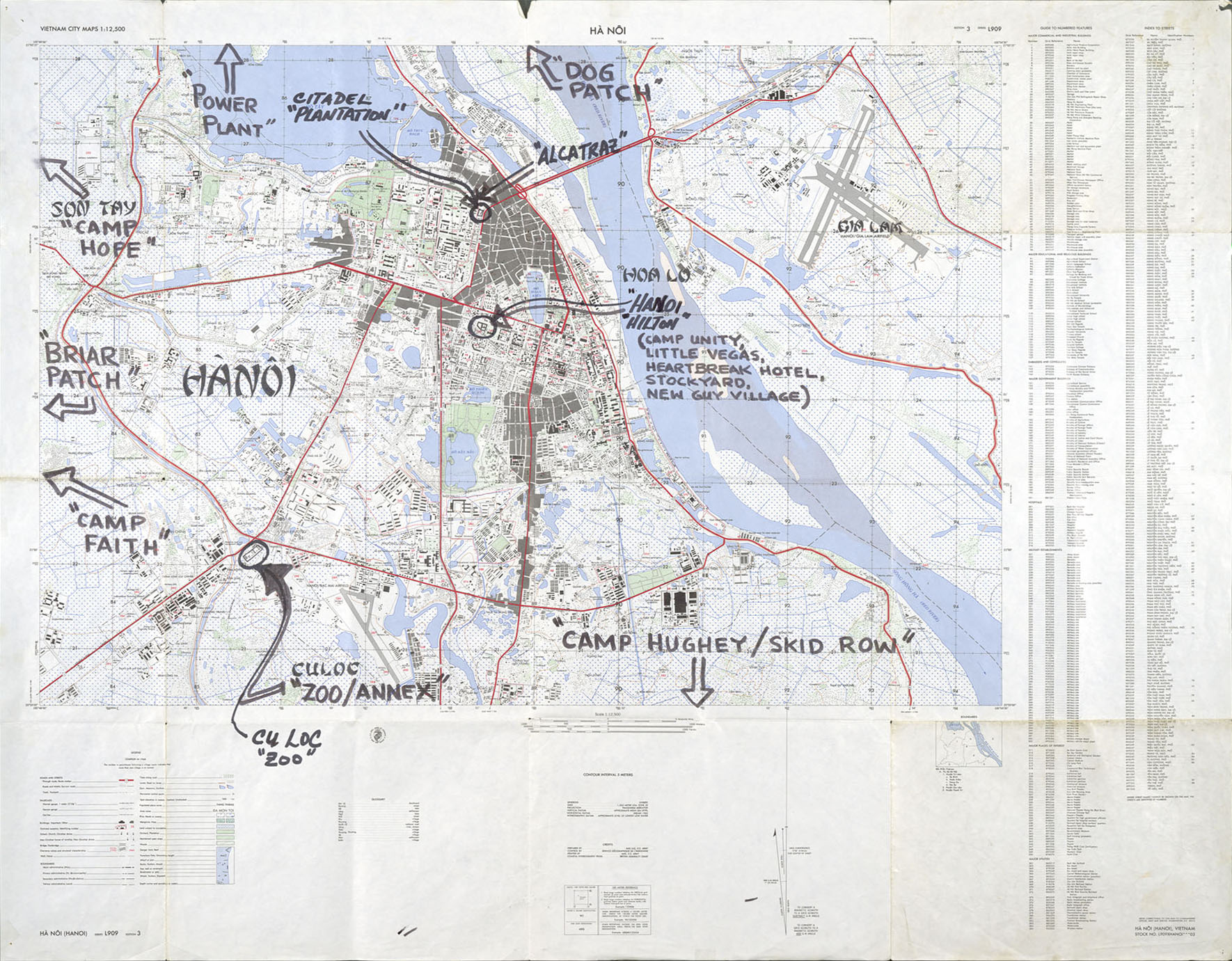
Mapa con anotaciones del exprisionero Mike McGrath, en las que se indica la localización de «Alcatraz» y el «hotel Hanoi».

Estos prisioneros estuvieron incomunicados desde el 25 de octubre de 1967 al 9 de diciembre de 1969 en una instalación especial (apodada «Alcatraz» por Stockdale) detrás del Ministerio de defensa nacional de Vietnam del Norte, a una milla de distancia de otra famosa prisión, llamada coloquialmente «Hanoi Hilton». Los presos fueron encadenados con grilletes en los tobillos todas las noches en celdas de 91 por 274 cm con luz continua. Los once prisioneros fueron separados porque eran líderes de la resistencia de los presos.
Stockdale, trató de suicidarse para que los vietnamitas del norte no lo obligasen a hacer una película de propaganda. Fracasado el intento de suicidio, la película nunca se realizó. Coker y McKnight fueron los últimos prisioneros de guerra, asignados a la banda de Alcatraz, por su feroz resistencia a la cautividad y un fallido escape de la prisión de Lò Hỏa («Hanoi Hilton»).
El grupo recibió especiales sesiones de tortura, en las que fueron ordenados de mayor a menor. Coker era el más joven de los once prisioneros de guerra y fue torturado en último lugar.
Todos los presos excepto Storz fueron trasladados a otras cárceles en diciembre de 1969. Storz, debilitado por enfermedad y lesiones no tratadas, fue dejado atrás y murió en cautiverio el 23 de abril de 1970.